# Тім Гантер
Тім Гантер (англ. Tim Hunter; нар. 10 вересня 1960, Калгарі) — колишній канадський хокеїст, що грав на позиції крайнього нападника.
Володар Кубка Стенлі. Провів понад 900 матчів у Національній хокейній лізі.

## Ігрова кар'єра
Хокейну кар'єру розпочав 1977 року.
1979 року був обраний на драфті НХЛ під 54-м загальним номером командою «Атланта Флеймс».
Протягом професійної клубної ігрової кар'єри, що тривала 17 років, захищав кольори команд «Калгарі Флеймс», «Квебек Нордікс», «Ванкувер Канакс» та «Сан-Хосе Шаркс».
Загалом провів 947 матчів у НХЛ, включаючи 132 гри плей-оф Кубка Стенлі.

## Тренерська робота
Був асистентом головного тренера клубів НХЛ «Вашингтон Кепіталс», «Сан-Хосе Шаркс» та «Торонто Мейпл-Ліфс», а також головним тренером клубу ЗХЛ «Мус-Джо Воріорс».
Один із тренерів юніорської збірної Канади на чемпіонаті світу 2015 року.

## Нагороди та досягнення
Як гравець
- Володар Кубка Стенлі в складі «Калгарі Флеймс» — 1989.

Як тренер
- Бронзовий призер чемпіонату світу серед юніорів 2015.

## Статистика
| Сезон        | Клуб                     | Ліга         | Регулярний сезон | Регулярний сезон | Регулярний сезон | Регулярний сезон | Регулярний сезон | Плей-оф | Плей-оф | Плей-оф | Плей-оф | Плей-оф |
| Сезон        | Клуб                     | Ліга         | І                | Г                | П                | О                | ШХ               | І       | Г       | П       | О       | ШХ      |
| ------------ | ------------------------ | ------------ | ---------------- | ---------------- | ---------------- | ---------------- | ---------------- | ------- | ------- | ------- | ------- | ------- |
| 1977–78      | «Сієтл Брікерс»          | ЗХЛ          | 3                | 1                | 2                | 3                | 4                | —       | —       | —       | —       | —       |
| 1978–79      | «Сієтл Брікерс»          | ЗХЛ          | 70               | 8                | 41               | 49               | 300              | —       | —       | —       | —       | —       |
| 1979–80      | «Сієтл Брікерс»          | ЗХЛ          | 72               | 14               | 53               | 67               | 311              | 12      | 1       | 2       | 3       | 41      |
| 1980–81      | «Бірмінгем Буллз»        | ЦПХЛ         | 58               | 3                | 5                | 8                | 236              | —       | —       | —       | —       | —       |
| 1980–81      | «Нова Шотландія Вояжерс» | АХЛ          | 17               | 0                | 0                | 0                | 62               | 6       | 0       | 1       | 1       | 45      |
| 1981–82      | «Оклахома-Сіті Старс»    | ЦПХЛ         | 55               | 4                | 12               | 16               | 222              | —       | —       | —       | —       | —       |
| 1981–82      | «Калгарі Флеймс»         | НХЛ          | 2                | 0                | 0                | 0                | 9                | —       | —       | —       | —       | —       |
| 1982–83      | «Колорадо Флеймс»        | ЦПХЛ         | 46               | 5                | 12               | 17               | 225              | —       | —       | —       | —       | —       |
| 1982–83      | «Калгарі Флеймс»         | НХЛ          | 16               | 1                | 0                | 1                | 54               | 9       | 1       | 0       | 1       | 70      |
| 1983–84      | «Калгарі Флеймс»         | НХЛ          | 43               | 4                | 4                | 8                | 130              | 7       | 0       | 0       | 0       | 21      |
| 1984–85      | «Калгарі Флеймс»         | НХЛ          | 71               | 11               | 11               | 22               | 259              | 4       | 0       | 0       | 0       | 24      |
| 1985–86      | «Калгарі Флеймс»         | НХЛ          | 66               | 8                | 7                | 15               | 291              | 19      | 0       | 3       | 3       | 108     |
| 1986–87      | «Калгарі Флеймс»         | НХЛ          | 73               | 6                | 15               | 21               | 357              | 6       | 0       | 0       | 0       | 51      |
| 1987–88      | «Калгарі Флеймс»         | НХЛ          | 68               | 8                | 5                | 13               | 337              | 9       | 4       | 0       | 4       | 32      |
| 1988–89      | «Калгарі Флеймс»         | НХЛ          | 75               | 3                | 9                | 12               | 375              | 19      | 0       | 4       | 4       | 32      |
| 1989–90      | «Калгарі Флеймс»         | НХЛ          | 67               | 2                | 3                | 5                | 279              | 6       | 0       | 0       | 0       | 4       |
| 1990–91      | «Калгарі Флеймс»         | НХЛ          | 34               | 5                | 2                | 7                | 143              | 7       | 0       | 0       | 0       | 10      |
| 1991–92      | «Калгарі Флеймс»         | НХЛ          | 30               | 1                | 3                | 4                | 167              | —       | —       | —       | —       | —       |
| 1992–93      | «Квебек Нордікс»         | НХЛ          | 48               | 5                | 3                | 8                | 94               | —       | —       | —       | —       | —       |
| 1992–93      | «Ванкувер Канакс»        | НХЛ          | 26               | 0                | 4                | 4                | 99               | 11      | 0       | 0       | 0       | 26      |
| 1993–94      | «Ванкувер Канакс»        | НХЛ          | 56               | 3                | 4                | 7                | 171              | 24      | 0       | 0       | 0       | 26      |
| 1994–95      | «Ванкувер Канакс»        | НХЛ          | 34               | 3                | 2                | 5                | 120              | 11      | 0       | 0       | 0       | 22      |
| 1995–96      | «Ванкувер Канакс»        | НХЛ          | 60               | 2                | 0                | 2                | 122              | —       | —       | —       | —       | —       |
| 1996–97      | «Сан-Хосе Шаркс»         | НХЛ          | 46               | 0                | 4                | 4                | 135              | —       | —       | —       | —       | —       |
| Усього в НХЛ | Усього в НХЛ             | Усього в НХЛ | 815              | 62               | 76               | 138              | 3142             | 132     | 5       | 7       | 12      | 426     |